# Aeroportul Divo
Aeroportul Divo (IATA: DIV, ICAO: DIDV) este un aeroport din Coasta de Fildeș ce deservește zona Divo, Coasta de Fildeș.
Situat la o altitudine de 141 m, aeroportul dispune de o singură pistă.